# Barrancabermeja
Barrancabermeja est une ville de Colombie, située dans le département de Santander. Officiellement fondée en 1922, elle est le foyer de la plus grande raffinerie de pétrole du pays et la capitale de la province de Mares.
Barrancabermeja est située à 101 km à l'ouest de Bucaramanga, sur les rives du río Magdalena. C'est la plus grande ville située sur la partie moyenne du fleuve (région du Magdalena Medio), et la seconde municipalité du département de Santander. Sa population en 2010 est estimée à 191 498 habitants.

## Géographie
Barrancabermeja se trouve en Colombie, à proximité de Yondó, Puerto Wilches et San Vicente de Chucurí. La ville est située sur une berge du río Magdalena, où autrefois un service de ferry assurait la traversée entre Santander et Antioquia. Un pont existe maintenant sur la rivière à cet endroit.
La région est assez pittoresque. Cependant, la chaleur est accablante et le taux d'humidité élevé.

## Culture
La culture de Barrancabermeja a été largement influencée par les mouvements migratoires provoqués par le boom pétrolier. La ville présente un amalgame de nombreuses coutumes régionales de la Colombie. En raison de son histoire liée à l'industrie pétrolière, elle est souvent visitée par des étrangers fortunés, des ingénieurs, du personnel d'encadrement et des techniciens de compagnies pétrolières. Ainsi, Barrancabermeja a la réputation d'être une ville ouverte, dynamique et cosmopolite.
La culture de la ville est également fortement influencée par celle des Caraïbes, on y trouve aussi d'autres expressions culturelles parmi lesquelles la musique de variétés colombienne. La musique prédominante dans la ville est le vallenato et d'autres rythmes caribéens, dont la papayera.
La vie nocturne de Barrancabermeja est dynamique. Il y a un grand nombre de clubs de danse dans lesquels on pratique la salsa et le merengue. La boisson de prédilection est l'aguila, une bière colombienne de la brasserie Cervecería Bavaria dont le logo jaune est peint sur les murs et sur des panneaux publicitaires dans toute la ville.

## Politique
La ville comporte plusieurs organisations politiques locales et nationales, y compris des syndicats, des organisations de femmes et des groupes des droits de l'homme qui sont très actifs. Marches et manifestations sont très fréquentes et le syndicat des travailleurs du pétrole est parmi les plus importants du pays.

## Activités économiques
La zone commerciale de la ville est à proximité du port où des bateaux à moteur et des barques arrivent constamment avec le produit de la pêche locale et les produits agricoles tels que le maïs, le manioc, la banane plantain et la fève de cacao, provenant des exploitations qui bordent la rivière.

### Personnalités liées à la commune
- Yolanda Becerra (1959-), pacifiste et féministe colombienne, née à Barrancabermeja.
- Kevin Mier (2000-), footballeur colombien né à Barrancabermeja.

## Villes jumelées et partenariats
- Houston (États-Unis), 2013.
- Ciudad del Carmen (Mexico), 2004.